# Chronicon Barcinonenses II
El Chronicons Barcinonenses II és un cronicó de la sèrie de Cronicons Barcinonenses, escrits en la seva majoria en llatí, i que començaren a ser redactats entre el 1149 i el 1153 a l'empara de les gestes militars de Ramon Berenguer IV de Barcelona, Príncep d'Aragó i Comte de Barcelona. Aquest conté notícies del període 801 al 814 i comprèn anotacions del període del 985 al 1311; com el Chronicon Barcinonenses I, sembla procedir d'un cronicó barcinonense inicial avui perdut, que finalitzava el 1274.